# Rolf Vogel (Bergingenieur)
Rolf Vogel (* 27. August 1922 in Chemnitz; † 8. Februar 2017 in Oelsnitz/Erzgeb.) war ein deutscher Bergingenieur und Werkdirektor. 

## Leben und Wirken
Vogel begann 1945 seine Berufstätigkeit als Bergmann im Lugau-Oelsnitzer Steinkohlenrevier. 1946 nahm er ein Studium an der Bergakademie Freiberg, dass er 1951 als Diplom-Bergingenieur abschloss. Nachfolgend übernahm er verschiedene Leitungstätigkeiten im Steinkohlenbergbau. Im Jahr 1963 wurde er Werksdirektor im Steinkohlenwerk Karl Liebknecht. 
Nach 1990 setzte sich Vogel für die Erhaltung der ehemaligen Tagesanlagen als Bergbaumuseum sowie zur Bewahrung und Weitergabe bergmännischer Traditionen insbesondere in der Knappschaft des Lugau-Oelsnitzer Steinkohlenreviers ein. Vogel verfasste das Standardwerk über das Lugau-Oelsnitzer Steinkohlenrevier.

## Werke
- Rolf Vogel: Das Lugau–Oelsnitzer Steinkohlenrevier. Hrsg.: Förderverein Bergbaumuseum Oelsnitz/Erzgeb. e.V. Hohenstein–Ernstthal 1992.